# Северный полюс-30
Северный полюс-30 — советская научно-исследовательская дрейфующая станция, начала работу 9 октября 1987 года. Просуществовала до 4 апреля 1991 год]. За эти 1 255 дней время льдина, на которой находилась станция, проплыла 7 675 километров. На станции отработали три смены полярников.

## Общие сведения
Станция была создана в точке с координатами 74°18′ с. ш. 171°24′ з. д., оборудование было доставлено дизельэлектроходом «Витус Беринг», который провёл ледокол «Ермак». На момент открытия станция стала третьей одновременно работающей — на тот момент в Северном Ледовитом океане дрейфовали станции СП-28 и СП-29.
Станция была эвакуирована в связи с достижением территориальных вод Канады в точке с координатами 82°31′ с. ш. 126°26′ з. д..
Экспедиция вывозилась самолётами Ан-74, выполнившими 22 рейса.
На станции было собрано 42 жилых и рабочих домика, впервые при строительстве полярной станции были применены блочные сборные домики. В качестве транспорта на станции работало два трактора: болотоход ДТ-75 и бульдозер ДЗ-42, а также снегоход «Буран», кроме этого, работал вертолёт Ми-8. Во время существования станции один из самолётов, снабжавших станцию (Ил-14 № 61788), 6 июля 1989 года потерпел аварию у берега (Мыс Шмидта) при проведении ледовой разведки.
На станции проводились уникальные научные исследования:
- Испытания уникальных магнитометров, предназначенных как для стационарных обсерваторий, так и для авиационного магнитного картирования. Эти устройства были испытаны в 1989 году научной группой с непосредственным участием изобретателя, будущего академика РАН Евгения Александрова[источник не указан 5393 дня].
- Исследования свойств воды по заказу Министерства обороны. Исследования проводились уникальным оборудованием по передовым для того времени методикам. Эти работы стали продолжением работ, начатых на СП-26, их проводил океанограф Роман Кишкань с ассистентом Сергеем Романчуком[3].

На станцию в 1988 году приезжал работать художник Олег Кукушкин, на выставке «Путешествия от Северного полюса до Южного» в 2010 году он демонстрировал в том числе картины, написанные на этой станции.

### Первая смена
Длительность первой смены составила 500 суток: с 9 октября 1987 по 20 февраля 1989 года, смена была самой многочисленной — 53 человека, не считая гостей.
Начальником первой смены стал опытный полярник В. М. Пигузов (локаторщик СП-11 и руководитель второй смены СП-23).
К тому же на станции работал Ю. И. Катраев, который на СП-32 дрейфовал в должности начальника ДЭС, а по состоянию на 2010 год является руководителем станции СП-36. С декабря 1988 года по апрель 1989 года на станции по договору с ААНИИ работали представители Донецкого государственного университета Кишкань Р. В. и Романчук С. М. с измерительным гидрологическим комплексом, способный измерять тонкую термохалинную структуру вод Арктического бассейна с дрейфующего льда.
Размер ледяного поля в начале дрейфа был 6000х1500 метров, толщина льдины составляла 170—250 см.
На станцию было доставлено 870 тонн груза, на льдину были приняты 105 рейсов самолётов и вертолётов: Ил-14 (79 рейсов), АН-2 (4), Ми-8 (по 10 рейсов), Ил-76 (8).
Раскол и торошение льдины произошли 4−11 января 1988 года, позже 11—20 декабря льдина раскололась на 3 части, к концу смены лагерь находился на осколке размером 2000х1500 метров.
| Состав экспедиции          | Состав экспедиции |
| -------------------------- | --- |
| Начальник станции          | Пигузов В. М. |
| Начальники отрядов         | Аксененко С. В., Зубков Л. И.. Пономарев А. Н. |
| Заместитель начальника     | Поляков А. П. |
| Руководитель отряда        | Черненко А. В. |
| Руководитель группы        | Коростылев В. Г. |
| Врач                       | Медведков В. П. |
| Повара                     | Титков Ю. В., Хряков В. А. |
| Механики                   | Дороднов А. Н., Захаров Б. А., Катраев Ю. И., Лабинский С. А., Степанов П. А. |
| Радисты                    | Головин В. В., Флоридов Г. В. |
| Метеорологи                | Бутц А. А., Саадетдинов Р. Ф., Саушкин С. И. |
| Океанологи                 | Кессель С. А., Кочкин С. А., Савостин С. А., Чирейкин А. В., Кишкань Р.В. |
| Гидрохимик                 | Кузькин В. И. |
| Аэрологи                   | Власов В. Н., Слесаренко Г. А., Степанов В. М. |
| Локаторщик                 | Курносов Б. А. |
| Радиофизики                | Авраменко Н. В., Артамонов А. А., Асписов И. Ю., Журавлев А. В., Крищенко Г. О., Спивак А. Б. |
| Инженеры                   | Быстров А. В., Васильцов Е. Е., Григорьев А. А., Егин А. И., Канашенко А. Г., Курносов Б. А., Макаркин А. П., Марков М. В., Мирер И. Г., Самойлов Н. С., Ткачук К. А., Урусов Ш. У., Юшин Д. Ю., Романчук С.М. |
| Техники                    | Комаров В. Б. |
| Старший научный сотрудник  | Бонч-Бруевич В. А. |
| Младшие научные сотрудники | Гусев В. А., Комиссаров И. Б., Озимов А. Е., Фадеев И. В. |

### Вторая смена
Длительность второй смены составила 410 суток: с 20 февраля 1989 по 24 апреля 1990 года, в смене было 33 человека, не считая гостей.
Начальником второй смены стал В. С. Ипполитов — также опытный полярник, работавший аэрологом на СП-16 и СП-19
Размер ледяного поля в начале дрейфа был 2000х1500 метров, толщина льдины составляла 200—250 см.
На станцию было доставлено 183 тонны груза, на льдину был принят 81 рейс самолётов Ил-14 и Ан-26, к тому же через этот аэродром прошла часть грузов на СП-31 (рейсы выполняли самолёты Ан-2). В итоге на базе станции перебывало 64 человека гостей, не включая экипажей транспортных самолётов..
3 мая 1989 года возникла кризисная ситуация, когда ночью после сизигии в результате возмущений на месте лагеря образовались торосы.
С 3 по 20 мая станция срочно перебазировалась на новое место.
К концу смены лагерь находился на осколке размером 3500х2000 метров.
| Начальник станции      | В. С. Ипполитов |
| Заместитель начальника | Гулин В. А. |
| Начальники отрядов     | Фомин В. М., Росляков В. Н., Черненко А. А.                                                                                               |
| Врач                   | Карташевский С. Н. |
| Повара                 | Башун С. А., Высоцкий А. В. |
| Механики               | Аминов Б. Б., Лабинский С. А., Касьянов С. Г.                                                                                             |
| Радисты                | Русаков В. В., Сердюк А. П. |
| Метеорологи            | Евдокушин Г. И., Степанов А. В. |
| Океанологи             | Буб А. Ф., Савостин С. А. |
| Аэрологи               | Дороговцев А. И., Лазарев К. Г., Михайлов В. С.                                                                                           |
| Локаторщик             | Борзенко Б. М. |
| Инженеры               | Авраменко Н. В., Васильцов Е.Е., Заика В. В., Бондурко А. Н., Королев А. Т., Матвеев М. Б., Самойлов Н. С., Старунский Н. И., Юрьев В. Е. |
| Электрик               | Мазеин В. В. |
| Электронщики           | Александров М. Е., Волков Ф. А., Чиликин А. С.                                                                                            |

### Третья смена
Длительность третьей смены составила 345 суток: с 24 апреля 1990 до 4 апреля 1991 года, в смене было 17 человек, не считая гостей.
Начальником третьей смены стал В. Т. Соколов — также сильный полярник, который после этого продолжил деятельность в отрасли и стал начальником высокоширотной арктической экспедиции
Размер ледяного поля в начале дрейфа был 3500х2000 метров.
На станцию было доставлено 117 тонн груза, на льдину был принято 63 рейса самолётов Ил-14, Ан-2, Ил-76.
На станции было 22 сборных домика, из которых 12 было жилых.
Вопрос эвакуации станции возник в связи с тем, что станция дрейфовала в территориальные воды Канады.
Операция выполнялась самолётами Ан-74, было выполнено 22 рейса. К концу смены лагерь находился на осколке размером 900х450 метров, на момент закрытия станции всё ледяное поле было покрыто сетью трещин с частотой 4х10 метров..
| Начальник станции                   | В. Т. Соколов                            |
| Заместитель начальника              | Добряков И. С.                           |
| Начальники отрядов                  |                                          |
| Начальник океанографического отряда | Вышкваркин В. Г.                         |
| Врач                                | Шеховцев А. В.                           |
| Повар                               | Гуричев Б. Н.                            |
| Механики                            | Алимов В. Н., Дудко В. А., Сергеев Е. В. |
| Радисты                             | Левченко И. В., Стоялов А. Н.            |
| Метеорологи                         | Болдин В. А., Совко М. М.                |
| Океанолог                           | Макаров А. Ю.                            |
| Аэролог                             | Чичигин В. Т.                            |
| Навигатор                           | Муравьев Ю. Н.                           |
| Ледоисследователь                   | Висневский А. А.                         |
| Радиофизик                          | Румянцев А. Л.                           |
| Электрик                            |                                          |
| Электронщики                        |                                          |